# اندروید نان زنجبیلی
اندروید نان زنجبیلی (انگلیسی: Android Gingerbread) یا اندروید نسخه ۲٫۳ در ۶ دسامبر ۲۰۱۰ معرفی شد. این ویرایش اندروید مبتنی بر کرنل لینوکس نسخه ۲٫۶٫۳۵ است.

## قابلیت‌ها
امکانات اضافه شده در این نسخه به شرح زیر هستند:
- بهینه‌سازی و تغییر در طراحی رابط کاربری به همراه ساده‌تر و سریعتر کردن آن.
- پشتیبانی از صفحه نمایش بزرگتر و رزولوشن بیشتر (WXGA و بیشتر)[۱]
- پشتیبانی از تماس اینترنتی یا تماس‌های VoIP
- افزودن قابلیت ان‌اف سی(NFC) یا همان ارتباط حوزه نزدیک.
- (ان‌اف سی (NFC) گونه‌ای وسیله ارتباطی بی‌سیم بین دو دستگاه که در مجاورت همدیگر قرار دارند هست که معمولاً این فاصله حداکثر چند سانتی‌متر است. از موارد استفاده آن می‌توان به پرداخت پول از طریق گوشی‌های هوشمند اشاره کرد)